# Landkreis Eger

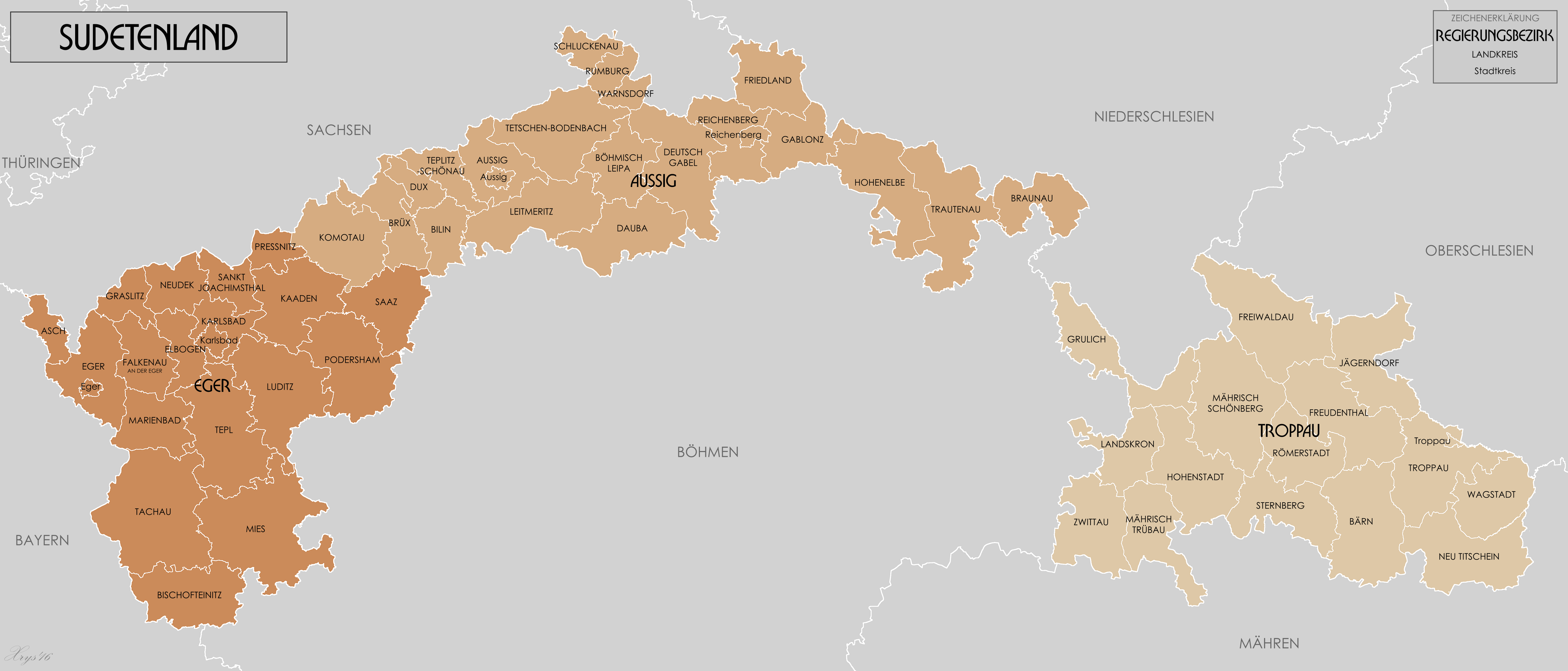
Verwaltungskarte des Reichsgaus Sudetenland

Der Landkreis Eger bestand von 1938 bis 1945 im vom Deutschen Reich annektierten Sudetenland bzw. Reichsgau Sudetenland. Er umfasste am 1. Januar 1945:
- drei Städte (Franzensbad, Schönbach, Wildstein)
- den Markt (Fleißen),
- 55 Gemeinden.

Bei der Volkszählung 1939 hatte der Landkreis Eger 43270 Einwohner auf 430,90 km².

## Verwaltungsgeschichte

### Tschechoslowakei (1918–1938)
Der politische Bezirk Eger im Königreich Böhmen gehörte bis 1918 zur Habsburgermonarchie und seitdem unter der Bezeichnung Okres Cheb zum Land Böhmen der Tschechoslowakei.

### Deutsche Besatzung
Infolge des Münchner Abkommens vom 29. September 1938 besetzten deutsche Truppen vom 1. bis 10. Oktober 1938 auch das Egerland. Damit unterstand das Gebiet dem Oberbefehlshaber des Heeres, Generaloberst Walther von Brauchitsch als Militärverwaltungschef. Der politische Bezirk Cheb seitdem die frühere deutsche Bezeichnung Eger. Er umfasste die Gerichtsbezirke Eger und Wildstein.

### Deutsches Reich
Ab 20. November 1938 wurde der bisherige politische Bezirk Cheb/Eger der Tschechoslowakei als Landkreis Eger bezeichnet. Am 21. November 1938 wurde das Gebiet des Landkreises Eger förmlich in das Deutsche Reich eingegliedert und kam zum Verwaltungsbezirk der Sudetendeutschen Gebiete unter dem Reichskommissar Konrad Henlein. 
Aufgrund des Gesetz über den Aufbau der Verwaltung im Reichsgau Sudetenland (Sudetengaugesetz) vom 15. April 1939 gehörte der Landkreis Eger ab 1. Mai 1939 zum Reichsgau Sudetenland und wurde dem Regierungsbezirk Eger mit dem Sitz des Regierungspräsidenten in Karlsbad zugeteilt.
Zum 1. Mai 1939 wurden durch Verordnung auch neue Stadt- und Landkreise im Reichsgau Sudetenland gebildet bzw. die Zuschnitte der bestehenden Landkreise verändert. Der Landkreis Eger bestand wie bisher aus den Gerichtsbezirken Eger und Wildstein. Allerdings wurde die Kreisstadt Eger unter Eingliederung der Gemeinde Matzelbach aus dem Landkreis ausgegliedert und bildete fortan einen eigenen Stadtkreis.
Bei diesem Zustand blieb es bis zum Ende des Zweiten Weltkriegs.

### Tschechoslowakei/Tschechien (ab 1945)
Im Jahr 1945 kam das Gebiet an die Tschechoslowakei zurück und der heutige Okres Cheb ging daraus hervor. Einige Dörfer wurden nach der Vertreibung der Deutschen nicht wieder besiedelt.

## Landräte
1939–1945: Heinrich Dittrich

## Kommunalverfassung
Bereits am Tag vor der förmlichen Eingliederung in das Deutsche Reich, nämlich am 20. November 1938, wurden alle Gemeinden der Deutschen Gemeindeordnung vom 30. Januar 1935 unterstellt, welche die Durchsetzung des Führerprinzips auf Gemeindeebene vorsah. Es galten fortan die im bisherigen Reichsgebiet üblichen Bezeichnungen, nämlich statt:
- Ortsgemeinde: Gemeinde,
- Marktgemeinde: Markt,
- Stadtgemeinde: Stadt,
- Politischer Bezirk: Landkreis.

## Landkreis und Stadtkreis Eger
Sitz der Kreisverwaltung war die Stadt Eger.
Für alle Orte galt die deutsche Fassung der österreichischen Namen von 1918. Die tschechischen Namen entfielen.

## Städte und Gemeinden
- Abtsreuth
- Alt Albenreuth
- Altenteich
- Alt Kinsberg
- Berg
- Dürnbach
- Dürrengrün
- Eichelberg
- Ermesgrün
- Fasattengrün
- Fleißen
- Franzensbad
- Frauenreuth
- Gaßnitz
- Gehaag
- Großloh
- Groß Schüttüber
- Höflas
- Hörsin
- Klinghart
- Konradsgrün
- Kropitz
- Kulsam
- Lapitzfeld
- Liebenstein
- Lindenhau
- Markhausen
- Mostau
- Mühlbach
- Mühlessen
- Nebanitz
- Neudorf
- Neukirchen
- Ober Lohma
- Ober Schönbach
- Oed
- Palitz
- Pilmersreuth
- Rohr
- Scheibenreuth
- Schlada
- Schnecken
- Schöba
- Schönbach
- Schossenreuth
- Seeberg
- Seichenreuth
- Sirmitz
- Stein
- Steingrub
- Thurn
- Tirschnitz
- Trebendorf
- Unter Schönbach
- Voitersreuth
- Watzgenreuth
- Watzkenreuth
- Wildstein
- Zweifelsreuth